# Йосіхара Кота
Кота Йосіхара (яп. 吉原 宏太, нар. 2 лютого 1978, Осака) — японський футболіст, що грав на позиції нападника.
Виступав, зокрема, за клуби «Консадолє Саппоро», «Гамба Осака» та «Омія Ардія», а також національну збірну Японії.

## Клубна кар'єра
У дорослому футболі дебютував 1996 року виступами за команду клубу «Консадолє Саппоро», в якій провів три сезони, взявши участь у 105 матчах чемпіонату. Більшість часу, проведеного у складі «Консадолє Саппоро», був основним гравцем атакувальної ланки команди. У складі «Консадолє Саппоро» був одним з головних бомбардирів команди, маючи середню результативність на рівні 0,38 голу за гру першості.
Своєю грою за цю команду привернув увагу представників тренерського штабу клубу «Гамба Осака», до складу якого приєднався 2000 року. Відіграв за команду з Осаки наступні п'ять сезонів своєї ігрової кар'єри. Граючи у складі «Гамби» також здебільшого виходив на поле в основному складі команди.
У 2006 році уклав контракт з клубом «Омія Ардія», у складі якого провів наступні два роки своєї кар'єри гравця. Тренерським штабом нового клубу також розглядався як гравець «основи».
Завершив професійну ігрову кар'єру у клубі «Міто Холліхок», за яку грав протягом 2009–2013 років.

## Виступи за збірну
У 1999 році провів один офіційний матч у складі національної збірної Японії. Того ж року у складі збірної був учасником розіграшу Кубка Америки 1999 року у Парагваї.